# Max Ibenfeldt
Max Siegfred Harald Christian Ibenfeldt, född 29 mars 1888 i Köpenhamn, död 11 mars 1952, var en dansk skådespelare. Han var elev på Det Ny Teaters elevskole 1909-1910 under Albert Petersen och Christian Zangenberg och scendebuterade 10 januari 1911 på Slagelse Teater. Han var gift med skådespelerskan Agnes Ibenfeldt och far til journalisten Palle Max Ibenfeldt (1917-1979).

## Filmografi (urval)
- 1950 - Livet du gav mig
- 1948 - Okänd man
- 1933 - Farmors revolution